# Hípica als Jocs Olímpics d'estiu de 1928 - Concurs complet per equips
El concurs complet per equips va ser una de les sis proves d'hípica que es van disputar als Jocs Olímpics d'Estiu de 1928, a Amsterdam. La competició es va disputar entre el 8 i l'11 d'agost de 1928, amb la participació de 42 gents procedents de 14 nacions diferents.
La suma dels resultats individuals servien per determinar la competició per equips.

## Medallistes
| Or | Plata                                                                            | Bronze                                                                                        |
| Països Baixos Charles de Mortanges i Marcroix · Gerard de Kruijff i Va-T'en · Adolph van der Voort i Silver Piece | Noruega Bjart Ording i And Over · Arthur Qvist i Hidalgo · Eugen Johansen i Baby | Polònia Michał Antoniewicz i Moja Miła · Józef Trenkwald i Lwi Pazur · Karol Rómmel i Doneuse |

## Classificació final
| Pos. | Nació          | Binomi                         | Binomi        | Punts individuals | Total   |
| Pos. | Nació          | Genet                          | Cavall        | Punts individuals | Total   |
| ---- | -------------- | ------------------------------ | ------------- | ----------------- | ------- |
| 1    | Països Baixos  | Charles Pahud de Mortanges     | Marcroix      | 1969,82           | 5865,68 |
| 1    | Països Baixos  | Gerard de Kruijff              | Va-t-en       | 1967,26           | 5865,68 |
| 1    | Països Baixos  | Adolf van der Voort van Zijp   | Silver Piece  | 1928,60           | 5865,68 |
| 2    | Noruega        | Bjart Ording                   | And Over      | 1912,98           | 5395,68 |
| 2    | Noruega        | Arthur Qvist                   | Hidalgo       | 1895,14           | 5395,68 |
| 2    | Noruega        | Eugen Johansen                 | Baby          | 1587,56           | 5395,68 |
| 3    | Polònia        | Michał Antoniewicz             | Moja Mila     | 1822,50           | 5067,92 |
| 3    | Polònia        | Józef Trenkwald                | Lwi Pazur     | 1645,20           | 5067,92 |
| 3    | Polònia        | Karol von Rómmel               | Donese        | 1600,22           | 5067,92 |
| 4    | Alemanya       | Bruno Neumann                  | Ilja          | 1944.42           | 3817.04 |
| 4    | Alemanya       | Rudolf Lippert                 | Flucht        | 1872.62           | 3817.04 |
| 4    | Alemanya       | Walter Feyerabend              | Alpenrose     | 0                 | 3817.04 |
| 5    | Suècia         | Nils Kettner                   | Caesar        | 1901.66           | 3770.58 |
| 5    | Suècia         | Sven Colliander                | King          | 1868.92           | 3770.58 |
| 5    | Suècia         | Victor Ankarcrona              | Mascha        | 0                 | 3770.58 |
| 6    | Suïssa         | Willy Gerber                   | Chesnut Lily  | 1870.40           | 3688.86 |
| 6    | Suïssa         | Charles Stoffel                | Attila        | 1818.46           | 3688.86 |
| 6    | Suïssa         | René de Ribeaupierre           | Sergent       | 0                 | 3688.86 |
| 7    | Estats Units   | Sloan Doak                     | Misty Morn    | 1841.08           | 3614.60 |
| 7    | Estats Units   | Frank Carr                     | Verdun Belle  | 1773.52           | 3614.60 |
| 7    | Estats Units   | Charles George                 | Ozella        | 0                 | 3614.60 |
| 8    | Itàlia         | Giuseppe Valenzano             | Jaddo         | 1861.52           | 3594.56 |
| 8    | Itàlia         | Eugenio Cerboneschi            | Derna         | 1733.04           | 3594.56 |
| 8    | Itàlia         | Tommaso Lequio di Assaba       | Uroski        | 0                 | 3594.56 |
| 9    | França         | François Denis de Rivoyre      | Nistos        | 1831.32           | 3343.02 |
| 9    | França         | Henri Pernot du Breuil         | Titania       | 1511.70           | 3343.02 |
| 9    | França         | E. M. Longin Spindler          | Poupée        | 0                 | 3343.02 |
| 10   | Bèlgica        | Louis Rousseaux                | Swang         | 1872.02           | 1872.02 |
| 10   | Bèlgica        | Louis-Marie de Jonghe d'Ardoye | Gigolo        | 0                 | 1872.02 |
| 10   | Bèlgica        | Georges Van der Ton            | Remember Erin | 0                 | 1872.02 |
| 11   | Hongria        | Alfréd von Adda                | vAlvezér      | 1845.18           | 1845.18 |
| 11   | Hongria        | Binder Ottó                    | Jukker        | 0                 | 1845.18 |
| 11   | Hongria        | Cseh von Szent-Katolna Kálmán  | Bene          | 0                 | 1845.18 |
| 12   | Txecoslovàquia | Josef Charous                  | Engadin       | 1844.44           | 1844.44 |
| 12   | Txecoslovàquia | Josef Seyfried                 | Ekul          | 0                 | 1844.44 |
| 12   | Txecoslovàquia | František Statečný             | Fesák         | 0                 | 1844.44 |
| 13   | Espanya        | José María Cabanillas          | Barrabás      | 1708.56           | 1708.56 |
| 13   | Espanya        | Francisco Jiménez-Alfaro       | Quart d'heure | 0                 | 1708.56 |
| 13   | Espanya        | Angelio Somalo Paricio         | Royal         | 0                 | 1708.56 |
| 14   | Bulgària       | Krum Lekarski                  | Gigant        | 0                 | 0       |
| 14   | Bulgària       | Todor Semov                    | Arsenal       | 0                 | 0       |
| 14   | Bulgària       | Vladimir Stoychev              | Darda         | 0                 | 0       |